# 音楽 (2020年の映画)
「音楽」（おんがく）は、2020年に公開された日本のアニメーション映画。大橋裕之の漫画『音楽と漫画』『音楽 完全版』を原作に、岩井澤健治が監督、脚本、絵コンテ、キャラクターデザイン、作画監督、美術監督、編集を担当、4万枚を超える作画で構成される。声優には主演の坂本慎太郎、岡村靖幸と音楽関係者が参加している。
映画は2020年1月11日に日本で劇場公開された。

## 制作背景
監督、脚本、絵コンテ、キャラクターデザイン、作画・美術監督、編集を担った岩井澤健治は本作の制作に7年以上の期間を要し、数名のスタッフによって4万枚に及ぶ大量の作画を手がけた。アニメーションにはロトスコープの手法が用いられ、終盤の野外での音楽ライブシーンでは実際にステージを設営し、ミュージシャン、観客を動員したライブの撮影が実施された。声優には俳優として活躍する人物が連なる中、ソロミュージシャンとして活動する元ゆらゆら帝国の坂本慎太郎が主演を務めた。

## ストーリー
不良として悪名高い高校生の研二は、同じ不良仲間である太田・朝倉と共に日々、目的もなく場当たり的な学生生活を送っていた。ある日、ひったくり犯を追いかけるバンドマンから預かったベースギターを勝手に持ち帰った事がきっかけで、太田・朝倉の3人と思い付きでバンドを始めることになる。ベースギター2つに、シンバルもないドラム2つだけの楽器で構成された、素人達の初の一音は3人に大きな衝撃を与え、以降は音楽の演奏に夢中になる。
一方、丸竹工業の大場は、研二に絡まれた仲間が軍団を抜けたいという情報を聞き、研二を懲らしめるための画策をする。亜弥は大場から伝言を受けて研二に伝えるが、研二は音楽に夢中で全く興味を示さない。亜弥に演奏を聴かせた後にバンド名を聞かれ、朝倉の思い付きの一言から、バンド名は "古武術" に決まる。その後、同じ校内に "古美術" というバンドがある事を知り、彼らがどういう音楽をするのか興味を持った研二は、校内を探し回った末に、森田ら "古美術" と出会い、お互いに自分達の演奏を聴かせあう。研二は "古美術" の演奏を「素晴らしい」と称賛し、森田は "古武術" の演奏に並々ならぬ衝撃を受け絶賛する。結果として打ち解けあった彼らは、その流れで町内で行われる音楽フェスに共に参加することになる。
森田から「テープで録音した自分の演奏を客観的に聴く事で、反省点が見つかる」という助言を受けて早速実行する。太田・朝倉は自信をつけるが、一方で研二は突如として音楽への興味を失ってしまう。太田と朝倉は、研二がフェスに来ることを信じて音楽の練習を続け、町内のビラ配りも行う。フェスの前日の夜、夜の波止場にて、太田と朝倉は談笑しながら「バンドを始めてよかった」と語り合う。一方、森田ら "古美術" は路上で弾き語りをしながらビラ配りを行っていたが、通行人の反応は芳しくなく皆素通りしてしまう。一度は止まってしまった森田の演奏だが、やがて何かが吹っ切れたかのように絶叫しながら荒々しくギターを弾き始める。すると周囲には人だかりができて拍手が沸き起こっていた。その頃、丸竹工業の大場は、研二がフェスに出ることを知り、邪魔をしようと画策する。
フェス当日、研二が会場に現れず不安になる太田と朝倉だが、亜弥は「きっと来る」と2人を宥める。その頃、研二はベースギターを片手に家を出ていたが、大場が家の前で待ち伏せをしていた。大場はフェスに参加したければ、自分にボコボコにされるか、持っているベースを自身の手で破壊するか選ぶようを研二に迫るが、研二は躊躇なくベースを叩き壊す。そして、背後に仕込んでいたリコーダーを取り出し、演奏しながら不良たちの攻撃をかいくぐってフェス会場へと走り出す。一方のフェス会場では "古美術" の出番が回ってくる。森田は髪を金髪に染め上げ、メガネもサングラスに変えて、フォークソングではなくロックを演奏する。"古美術" の演奏に会場は盛り上がりを見せるが、途中で森田のギターのバンドが切れてしまうハプニングが発生。演奏は急遽中断され、続きを観客から望まれながら、そのまま "古美術" の出番は終わってしまう。意気消沈しながらステージを降りる森田に、太田と朝倉は慰めの言葉をかけるが、森田はうつむいたまま消え入りそうな声で二人にエールを贈る。
その後 "古武術" の出番が回ってくるが、未だに研二は現れない、覚悟を決めて2人で演奏を始めることになる寸前で、研二がリコーダーを吹きながら会場に現れ、そのままステージに飛び乗る。かくして "古武術" メンバー全員が揃い、ベース・ドラム・リコーダーという組み合わせの3人の初ライブが始まる。後を追いかけてきた大場らも、演奏が盛り上がった所で乱入して恥をかかせようと、とりあえず彼らの演奏を静観することにした。やがて3人の演奏を俯きながら聴いていた森田が目覚め、ダブルネックギターでの演奏で飛び入り参加する。その後、残りの "古美術" のメンバーも参加し、演奏は激しさを増していく。当初は邪魔するつもりだった大場らをも含む、会場全体が "古武術" と "古美術" の演奏に聞き入っていた。ひとしきりの演奏が終わり、研二のリコーダーのソロで演奏が締められたかと思いきや、次の瞬間には研二は大きく跳躍していた。全員が呆気にとられた表情で見つめる中、地に足をついた研二はリコーダーを地面に叩きつけ、号泣しながら1人熱唱する。
フェスが終わった後日の学校にて、研二は亜弥にバンドは解散したと伝え、亜弥をデートに誘うが「キモチワル」と返される。太田と朝倉は学校の玄関で待ち合わせをしており、そこに亜弥がスキップしながら玄関から出てくる。太田と朝倉がバンド再結成の話をしていると、研二が万歳をしながら玄関を駆け出てくる。

## 登場人物・キャスト
研二
声 - 坂本慎太郎
本作の主人公。校内でも悪名高い不良学生。太田・朝倉と共に特に目的もない場当たり的な学生生活を送っている。
マカロニ拳法なるものの使い手で、研二に絡まれた不良学生は次々に不良を辞めていくと噂されているが、作中では喧嘩をしている描写もないので、真偽は不明。
スキンヘッドで眉毛もなく無表情。口数も少なく、思い付きで行動している節がある為、何を考えているかわからない。
ひったくり犯を追いかけるバンドマンから預かったベースギターをそのまま持ち帰った事をきっかけに、太田・朝倉と共に"古武術"を結成する。
バンド内では、ベースとリコーダーを担当する。喫煙者。
亜矢
声 - 駒井蓮
研二と同じ学校に通っている女子高生。パーマのかかった髪型が特徴で、制服のスカートの丈も他の女子生徒と比べて長い昭和の不良少女を思わせる見た目をしている。
研二や大場ら不良達とも交友があるが、不良少女らしい描写があるわけではない。(研二に尻を触られた時に、殴り倒しているくらい)
"古武術"のボーカルをやるように研二から指名を受け、断ってはいるものの実際は満更でもなく、自宅で発声練習をしている。
丸竹工業の大場とは中学が同じだった為に現在でも交友があるが、交際をしていたわけではないというのは本人の談。
太田
声 - 前野朋哉
リーゼントヘアーと吊り上がった目が特徴的な研二の不良仲間。
いい加減な性格は他の二人と同様だが、幾分か真面目な性格らしく、楽器についての知識も若干はある様子。森田の自宅にも訪れて交友を深めるシーンがある。
バンド内ではベースを担当する。三人の中で唯一非喫煙者。
朝倉
声 - 芹澤興人
坊主頭に大柄な体が特徴な研二の不良仲間。研二同様のいい加減な性格。
彼の思い付きの発言がきっかけでバンド名が"古武術"に決定して、後に"古美術"と知り合うきっかけにもなる。
バンド内ではドラムを担当する。練習の時点ではひたすら2つのドラムを叩くのみだったが、フェス本番ではシンバルも叩いている。喫煙者。
森田
声 - 平岩紙
研二と同じ学校に通っている、背中まで伸びた長髪とメガネが特徴のインドア派な外見の男子生徒。フォークソング部に所属して"古美術"というバンドを仲間二人と結成している。
出会った当初は研二達に怯え切っていたが、研二達の演奏を聴いて大きな衝撃を受け、後にロックに目覚める。
音楽が好きでCDをおよそ3万枚程所持している。真面目そうに見えて、学業はいまいちとのこと。
高い演奏技術を持っており、アコースティックギターによる哀愁漂う曲調から、エレキギターによる激しい演奏、ダブルネックギターによる演奏までこなす。
古美術（髪ハネ）
声 - 山本圭祐
森田と共にフォークソング部に所属している"古美術"のメンバー。本名不明。
スタッフロールでも「古美術 髪ハネ」と表記されており本名不明。後ろ髪の先端がハネあがっているのが特徴。
"古武術"が教室を回って自分達の事を探している事を知り、先んじて森田に伝える。
フェス本番で"古武術"の演奏時にはベースギターを担当している。その後の"古武術"の演奏に飛び入り参加した際にもギターを弾いている。
古美術（マッシュルーム）
声 - 大山法哲
森田と共にフォークソング部に所属している"古美術"のメンバー。
スタッフロールでも「古美術 マッシュルーム」と表記されており本名不明。名前の通りマッシュルームヘアーが特徴。
フェス本番での"古美術"の演奏時にはドラムを担当している。その後の"古武術"の演奏に飛び入り参加した際にはキーボードを弾いている。
大場
声 - 竹中直人
丸竹工業の不良グループのリーダー格の男。
軍団と称したグループはメンバー全員がモヒカン頭にしている。
研二とタイマン勝負をしたがっているが、無視され続けている。
比較的冷静沈着で、すぐに恫喝したり暴力に訴えようとする子分達の歯止め役にもなっている。
（秘密）
声 - 岡村靖幸
端役
鈴木将一朗、林諒、早川景太、柳沢茂樹、浅井浩介、用松亮、澤田裕太郎、後藤ユウミ、小笠原結、松竹史桜、れっぴーず、姫乃たま、松尾ゆき、天久聖一

## スタッフ
- 監督 - 岩井澤健治[3]
- 原作 - 大橋裕之「音楽 完全版」（KANZEN）[3]
- プロデューサー - 松江哲明
- アソシエイトプロデューサー - 迫田明宏、竹田悟郎
- プロジェクトマネージャー - 中島弘道
- 脚本・絵コンテ・キャラクターデザイン・作画監督・美術監督 - 岩井澤健治[3]
- 作画 - 岩井澤健治、中田睦美、que、デコボーカル（上甲トモヨシ／一のせ皓コ）、加藤理佐子、中山ゆき、大賢ひとみ、久保田大輔
- 美術 - 山口渓観薫、山田心平、羅久井ハナ、石黒加奈子、渡邊知樹、堀内紗和、秋川星、所弘志朗、亀井菜名、土田真衣、加藤理佐子、山本響子
- 仕上げ - 岩井澤健治、木下雄貴、駒月麻顕、林佐季、大賢ひとみ、POSUTO、奥田亜紀子、山田真寛
- フェスシーン着彩 - 柿崎美帆、岩井澤健治、津田愛珠、大水麻菜、美細川京佳、所弘志朗、山口渓観薫、久保田大輔、熊谷祥一
- 撮影 - 名嘉真法久[3]、澤田裕太郎、大賢ひとみ、石井栄太
- 編集 - 名嘉真法久[3]、岩井澤健治
- 音響監督 - 山本タカアキ[3]
- 音響効果 - 浦畑将
- 音楽 - 伴瀬朝彦[3]、GRANDFUNK[3]、澤部渡（スカート）[3]
- 作曲 - Test Flights、Nobuaki Tanaka、Amar
- ミュージックスーパーバイザー - 剣持学人（GRANDFUNK INC.）
- 配給 - ロックンロール・マウンテン
- 配給協力 - アーク・フィルムズ
- 製作 - ロックンロール・マウンテン[3]、Tip Top[3]

## 評価・受賞
全国公開前より作品の完成度が話題を呼び、カナダで開催された第43回オタワ国際アニメーションフェスティバルにおいて長編コンペティションに出品され、日本作品として湯浅政明が監督した『夜は短し歩けよ乙女』以来2度目となるグランプリを獲得した。
第75回毎日映画コンクールでは大藤信郎賞に選ばれる。選考委員の片渕須直は毎日新聞に掲載された選評で「漫画には（主観的な時間はあるが）客観的な時間は流れない。音楽にあるべき時間を表現したくて、アニメーションに作られた作品であるともいえる。」「アニメーションプロパーではかえってなおざりにされがちなタイミングへの執着が、このアニメ畑出身ではない監督による作品の『異物』としての新鮮さである。」という評価を記している。
この他、第24回文化庁メディア芸術祭のエンターテインメント部門では大賞に選ばれた。